# Kallmerode
Kallmerode är en ortsteil i staden Leinefelde-Worbis i Landkreis Eichsfeld i förbundslandet Thüringen i Tyskland. Kallmerode var en kommun fram till  1 januari 2019 när den uppgick i Dingelstädt. Kommunen Kallmerode hade 601 invånare 2018.